# Lamar Fontaine
Lamar Fontaine (* 10. Oktober 1841 in Washington County (Texas); † 1. Oktober 1921 in Clarksdale (Mississippi)) war ein US-amerikanischer Soldat im Sezessionskrieg und Schriftsteller.

## Leben
Fontaine, Sohn eines Geistlichen, wurde von seinem Vater nach Mirabeau Lamar benannt und nahm am Sezessionskrieg auf der Seite der Südstaaten teil. 1908 veröffentlichte er die Autobiographie My Life and My Lectures, in der er sein Leben in phantastischer Werke ausschnmückte. So berichtete er, er sei als Kind von Komantschen entführt und adoptiert worden und mit ihnen bis Kanada gezogen, sei nach Peking gereist, habe als buddhischer Priester in Tibet gelebt, sich in Nordafrika als Muslim ausgegeben, habe am Krimkrieg teilgenommen und sei vom Zaren für seine Verdienste um die Verteidigung Sewastopols ausgezeichnet worden. Während des Amerikanischen Bürgerkrieges habe er an 27 Schlachten und mehr als 50 Gefechten teilgenommen und sei siebenundsechzigmal verwundet worden, so dass er oft an Krücken gekämpft habe.
Er verfasste weitere Schriften wie Outlines of Southern History (1909) und The Cause and Effect of Ku Klux Klan (1910), in denen er die amerikanische Geschichte aus der Position eines Parteigängers der Südstaaten darstellte. Von ihm stammt auch das Gedicht All Quiet along the Potomac Tonight, das in der Vertonung von John Hill Hewitt eines der bekanntesten Lieder des amerikanischen Bürgerkrieges war.

## Werke
- My Life and My Lectures, 1908
- Outlines of Southern History, 1909
- The Cause and Effect of Ku Klux Klan, 1910
- A Short Discourse on the Causes of the Lincoln Invasion
- Bloody Conquest of the South and Prison Life of One of the Immortal Six Hundred